# 原罪和被赶出伊甸园

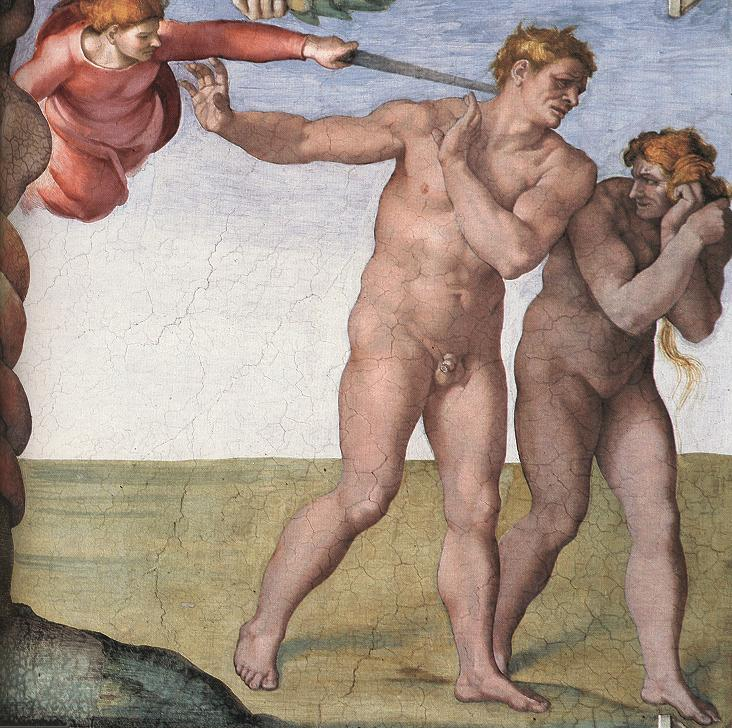

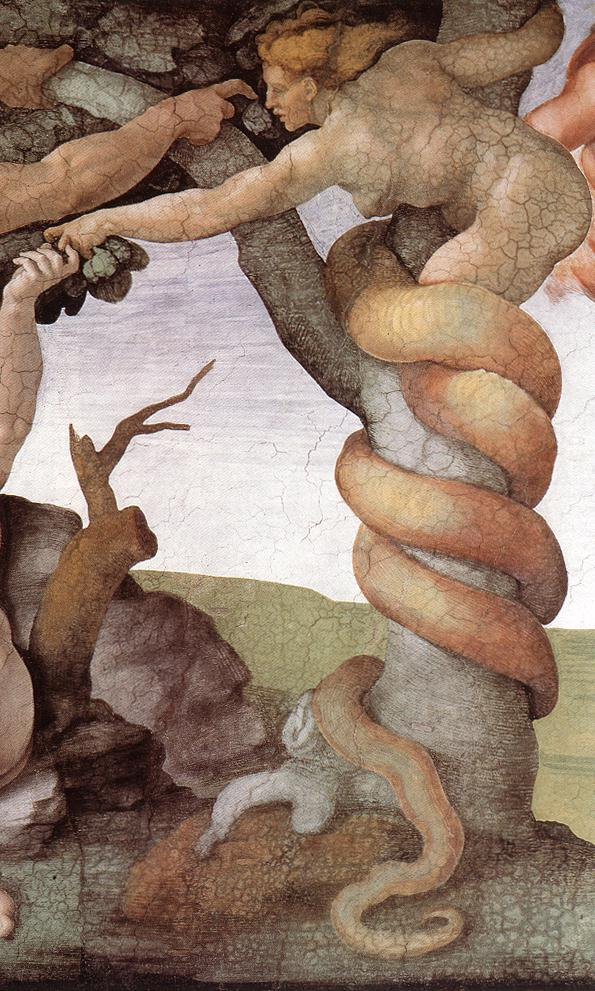

《原罪和被赶出伊甸园》（Peccato originale e cacciata dal Paradiso terrestre）是米开朗基罗的一幅湿壁画，尺寸为280x570厘米，位于罗马梵蒂冈博物馆中西斯汀小堂拱顶天花板上的第六幅，绘制于1510年，由儒略二世订制。这幅画是在十三天内完成，从左上角的树叶开始。
这幅壁画由中间的善恶知识树分为两半，在左侧，由树叶和地面岩石所限定的空间内，出现了原罪的场景，诱人的蛇说服夏娃吃下禁果，递给他，而亚当也想吃一个。
画中亚当和夏娃都是裸体，肌肉发达，甚至夏娃，尤其是手臂，也拥有典型的男性肌肉。
这幅画充分体现了暖色调和冷色调之间的对比，以及造型的变化，例如犯罪前的柔和，到诱惑中的密集，特别明显的是尾巴的转弯，从黄色到绿色再到红色。右侧的风景急剧变化，变得极其荒凉。天使用剑将亚当和夏娃赶出伊甸园。他们的身体突然变得萎缩和衰老，面部表情痛苦，即使是景观也变得贫瘠和干旱，与伊甸园的绿色形成鲜明对比。
从构图的角度来看，引人注目的是诱人的魔鬼和天使在善恶知识树的轴上的对称的姿态。

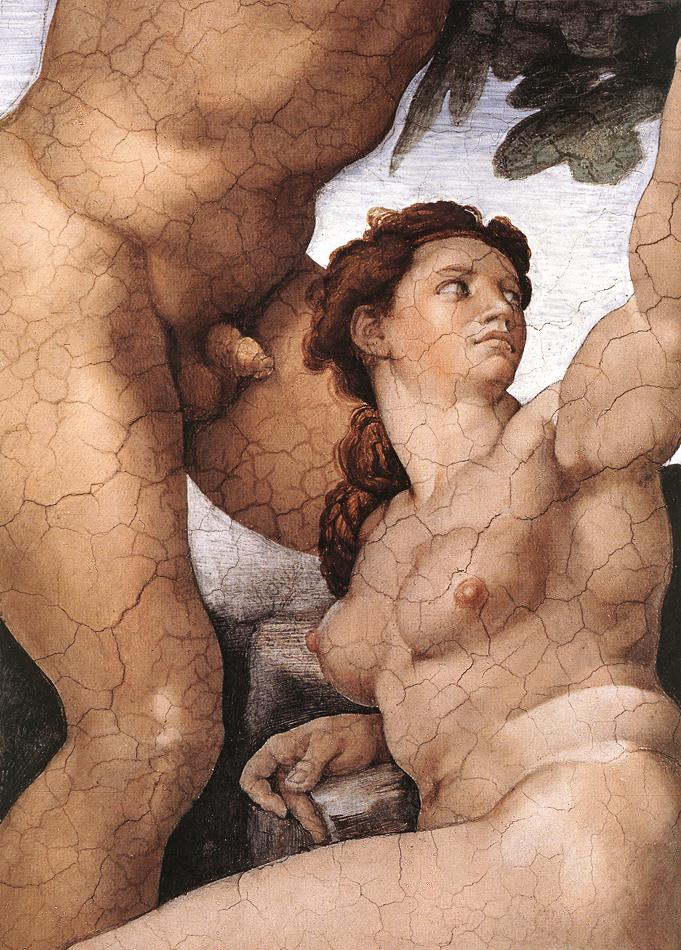
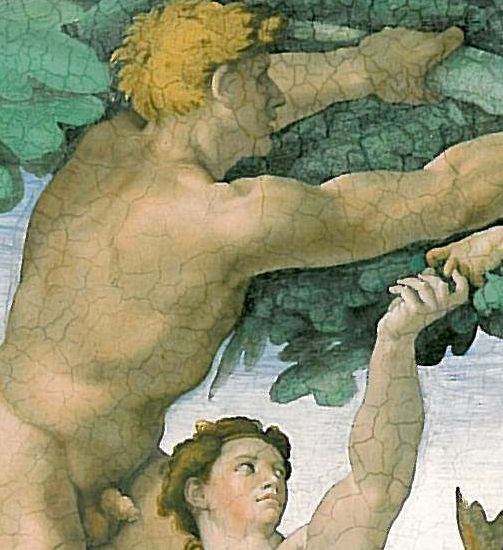
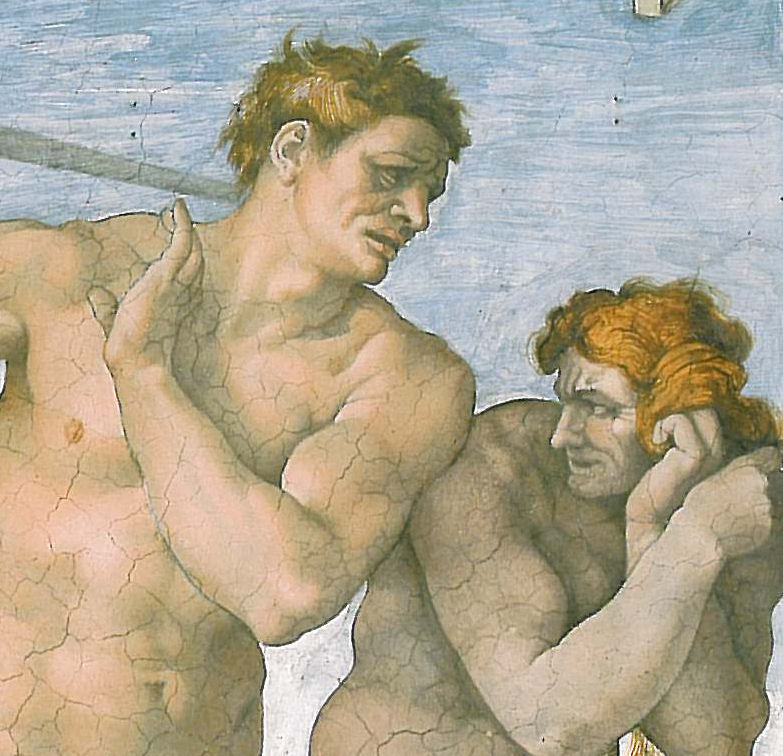
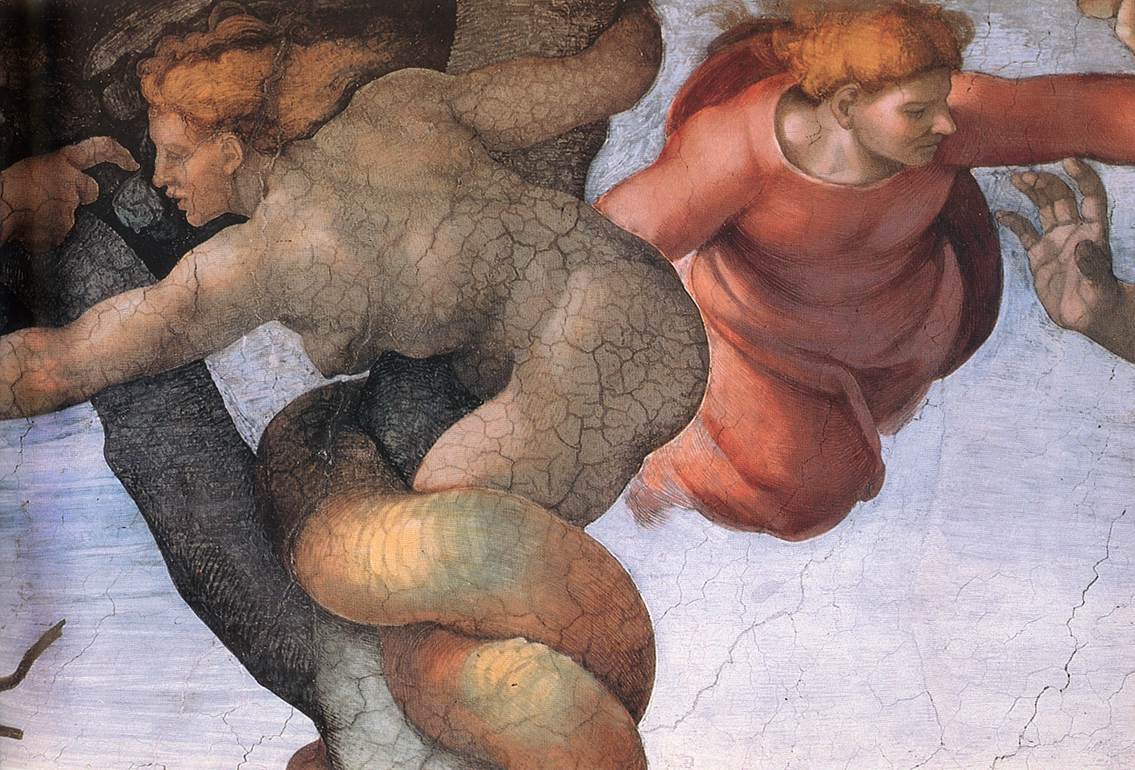
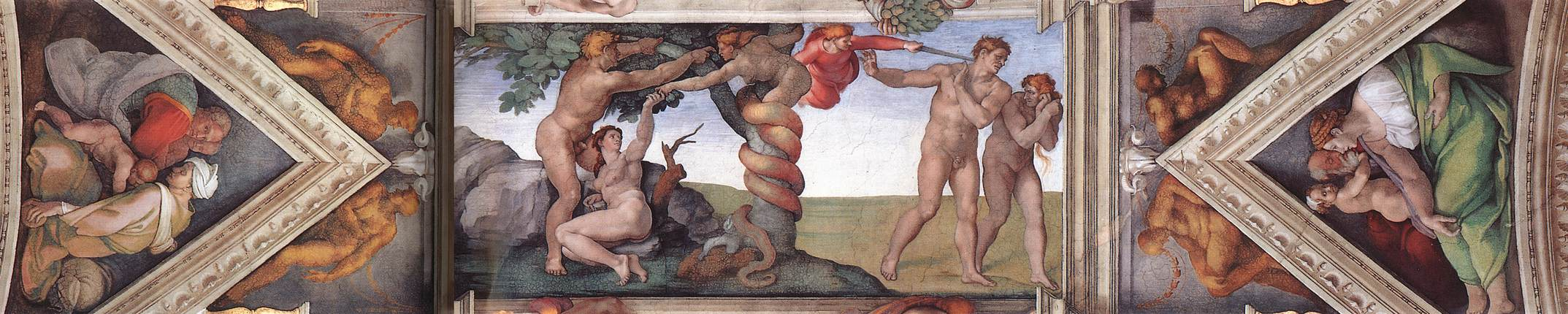
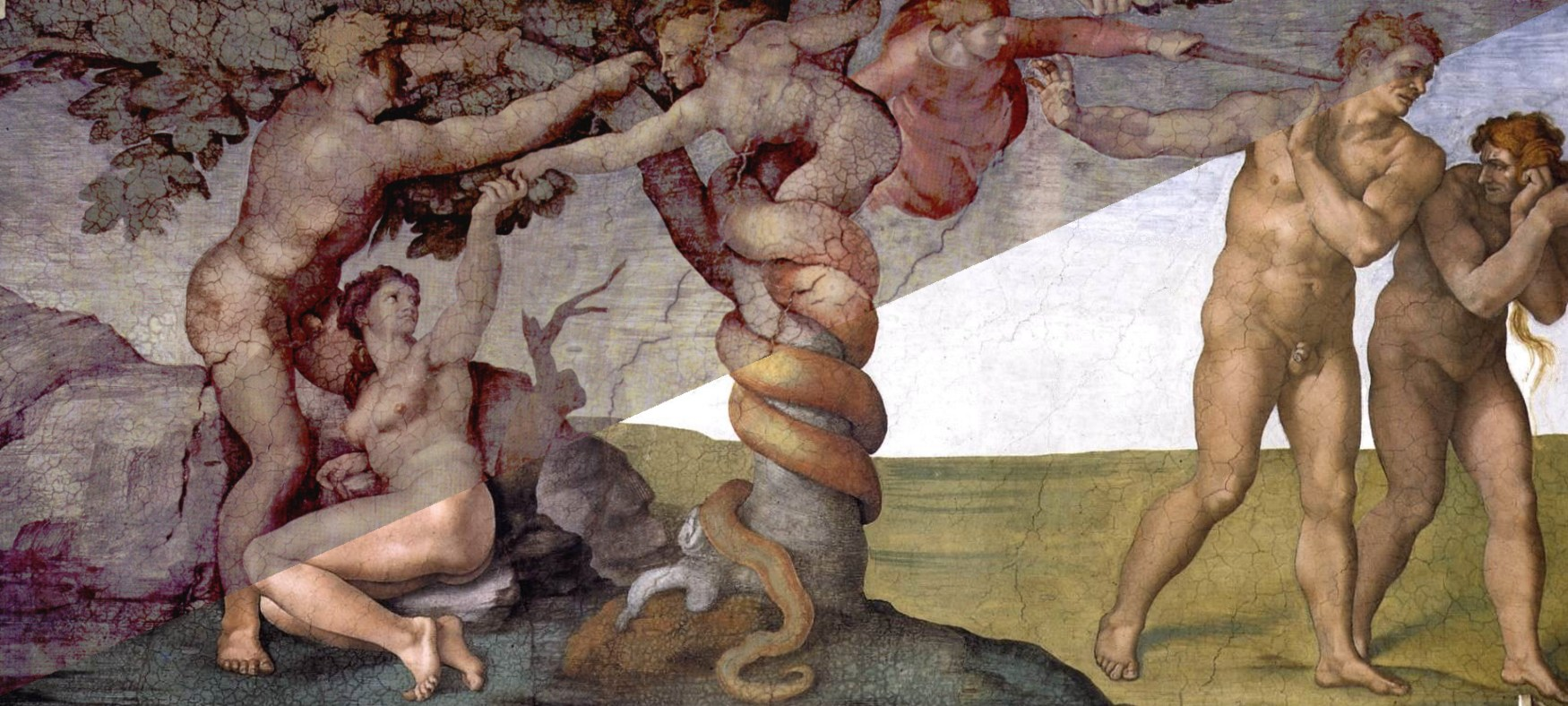
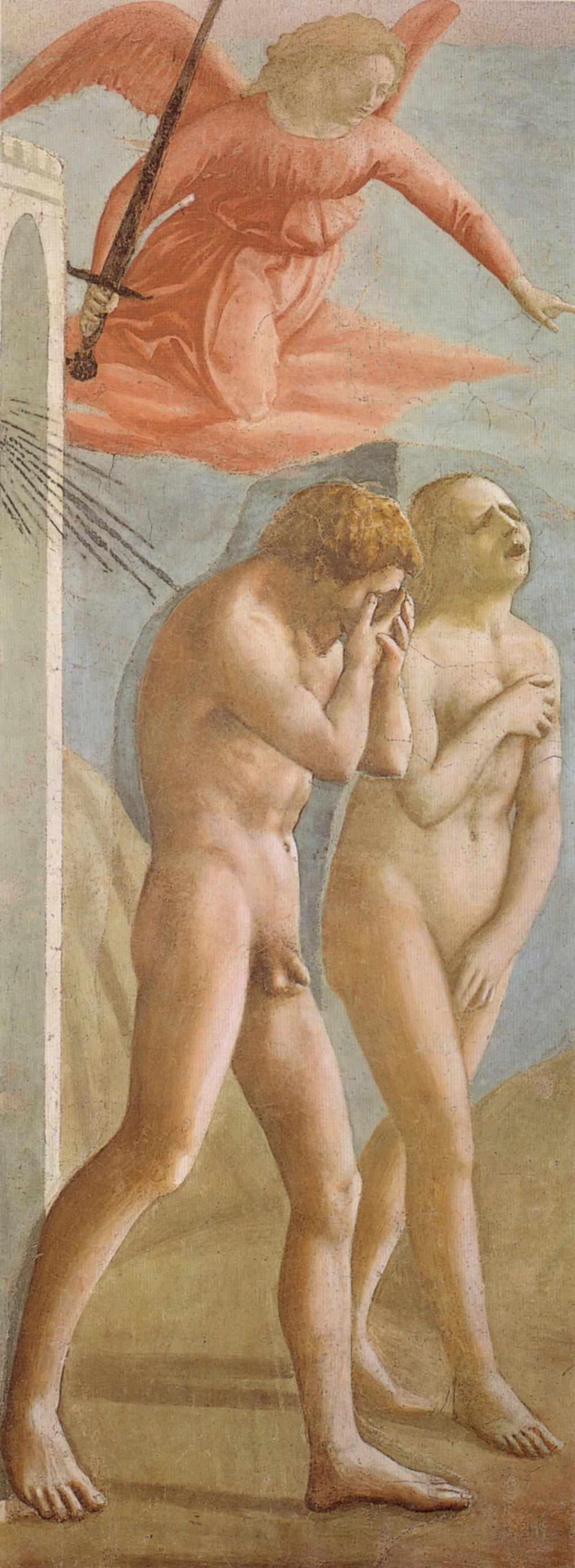
马萨乔：《逐出伊甸园》
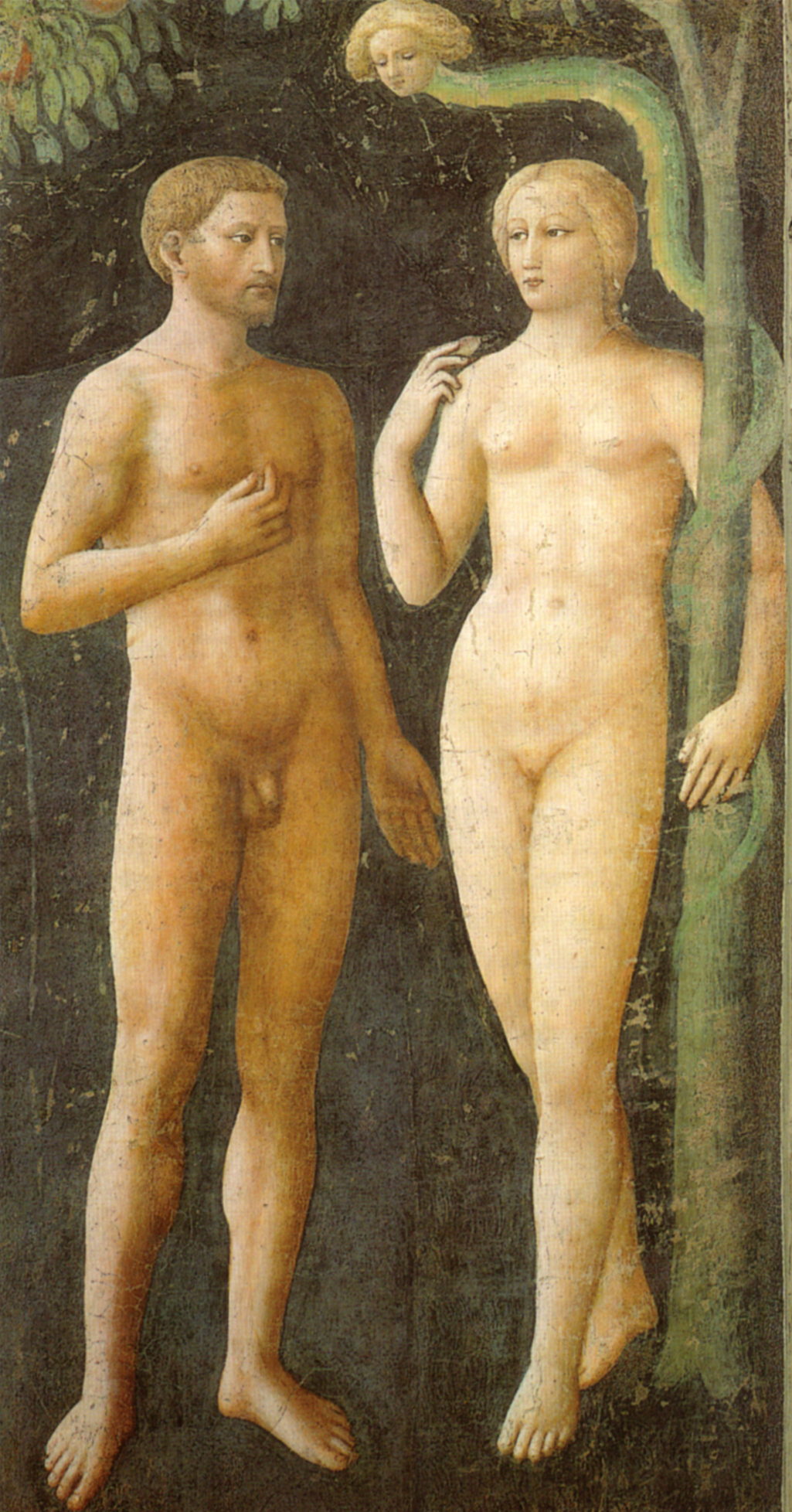
马索利诺： 《亚当和夏娃的诱惑》